# Xestocephalus montanus
Xestocephalus montanus är en insektsart som beskrevs av Matsumura 1914. Xestocephalus montanus ingår i släktet Xestocephalus och familjen dvärgstritar. Inga underarter finns listade i Catalogue of Life.